# Gonodontis
Gonodontis is een geslacht van vlinders van de familie spanners (Geometridae), uit de onderfamilie Ennominae.

## Soorten
- G. aethocrypta Prout, 1926
- G. clelia Cramer, 1780
- G. diplodonta Turner, 1947
- G. euctista Turner, 1947
- G. stramenticea Turner, 1947
- G. zapluta Turner, 1904